# Aghasi Mammadov
Aghasi Mammadov est un boxeur turc puis azerbaïdjanais né le 1er juin 1980 à Bakou.

## Carrière
Aux Jeux olympiques d'été de 2004, il combat dans la catégorie des poids coqs et remporte la médaille de bronze, après avoir perdu cinq ans plus tôt en quarts-de-finale des Jeux olympiques de Sydney où il a concouru pour la Turquie sous le nom de Ağasi Agagüloğlu.